# Ильяс Цудахарский
Ильяс ибн Махмуд ибн Мухаммад ибн Амир ал-Цудахари (ал-Цудакари) ал-Аматхаркмаки ад-Дарги, или Ильяс Цудахарский (1829, Аметеркмахи, Акуша-Дарго — 1904/1905, Казань, Казанская губерния, Российская империя), — дагестанский ученый-суфий конца XIX века, внёсший существенный вклад в развитие теории и практики суфизма в Дагестане. Халидийский шейх накшбандийского тариката. В 1888 году сослан царскими властями в ссылку вглубь России, где впоследствии и умер от болезни.

## Биография

Аул Цудахар, конец 19 века.

Родился в селении Аматхаркмаки — отсёлке Цудахара — в семье свободного узденя Мухаммада. Сведения о датах рождения и смерти противоречивы. Согласно письмам современников из его родного села — он родился в 1829 году. По данным, озвученным на конференции памяти Ильяса, он родился в 1836 и умер в 1904—1905 годах. Как указывает исследователь Магомед Абдуллаев, другие источники указывают 1827 и 1908 года соответственно.
Помимо родного даргинского языка, Ильяс знал также кумыкский и арабский. В Цудахаре занимался изучением исламской юриспруденции у Ильяса сына Алибека. Как пишет сам Ильяс, он изучал науки в даргинских сёлах Акуша, Муги, Урахи. Позже проходил обучение также в сёлах Кака-Шура и Доргели. Впоследствии Ильяса заинтересовал накшбандийский тарикат, для изучения которого он стал учеником Ахмеда-Хаджи из Дангули, позже он начал обучаться у Абдурахмана-Хаджи ас-Сугури, от которого получил иджазу накшбандийского тариката.
После смерти Абдурахмана Ильяс стал открыто проповедовать тарикатское учение. К нему отовсюду стекался народ. Его учеником был и шейх Али-Хаджи Акушинский. Царская администрация видела в подобной народной популярности шейха возможность очередного антироссийского восстания, из-за чего в 1888 году Ильяс и ещё 5 шейхов (Мухаммад-Хаджияв Османов из Кикуни, Абдаллах Хаджияв из Гимры, Сулайманхаджжи из Апши, Узун-Хаджи из Салта, Муса Хаджияв из Кукни) были арестованы и сосланы вглубь России.
В архивной справке об аресте Ильяса-Хаджи сказано, что он был сослан в отдалённые места Сибири «за распространение среди населения Дагестана мусульманского учения „тарикат“ и вызывающего крайнее развитие религиозного фанатизма». После ходатайства они получили разрешение на водворение в одной из внутренних губерний, была предназначена Самарская губерния. В справке также описывают Ильяса: «От роду 60 лет, женат, аттестован как „хороший“».
Как пишет Назир ад-Дургели, во время ссылки к нему шли люди со всех концов Дагестана, Казани и других мест. Он дружил с учёными шейхами Казани, Татарии. Исмаил Гаспринский, редактор газеты «Тарджуман», послал ему письмо, в котором он хотел знать о способе переписки Корана мелкими буквами, размером с ладонь. Ильяс ответил на это согласием и отправил в его адрес стихи, выразив благодарность. После этого маленький Коран, который отпечатали в Бахчисарае, получил широкое распространение в других областях.
После более чем шестилетнего пребывания в царской ссылке Ильяс тяжело заболел и находился в таком состоянии целый год. С ним в ссылке находились его дочь Аматулла и сыновья Махмудгаджи и Мухаммадгаджи, которые заботились о нём во время болезни.
Скончался Ильяс 24 апреля 1904 года или в 1905 году в ссылке в Казани, его тело перевезли в Дагестан и похоронили в Парауле.
Две его дочери были замужем и остались на родине: Хаписат — в селении Каракадани Левашинского района и Написат — в селении Тебек Акушинского района.

## Труды
Ильяс известен как автор двух трудов: арабоязычное сочинение «Суллам ал-мюрид» (араб. سلم المرید‎, в переводе «Лестница мюрида») и «Кифайа ал-мюрид фи-т-тарика ат-тавхид» («Достаточность для мюрида на пути единобожия») на кумыкском. Труды издали в Казани в 1904 году. Две рукописные копии «Кифайа ал-мюрид» находятся в параульской джума-мечети.
По своей структуре «Кифайа ал-мюрид» состоит из основных разделов: иман, ислам и ихсан.
- Первый раздел посвящён основным понятиям исламской догматики: веру во Всевышнего, описание Его атрибутов, веру в ангелов, в священные книги и прочее.
- Второй раздел про мусульманское право, включает минимум знаний для вступления в тарикат.
- Третий раздел рассматривает вопросы суфийской этики, а также практики накшбандийского тариката. Подробно рассмотрены порядок и условия покаяния, инициация адептов в тарикат, а также практика индивидуального и коллективного зикра[13].

В другом сочинении Ильяса — «Суллам алмурид» («Лестница мюрида») приводится сильсиля (цепочка) тарикатских шейхов, начиная от пророка Мухаммада до самого Ильяса Цудахарского. Подробно рассматривается зикр — тайный зикр, громкий, зикр сердцем, правила коллективного зикра, приводятся хадисы про зикр. Шейх разъясняет, что считается «достоверной истиной», «достоверным источником», прикрепляет слова шейхов тарикатов по этой теме.

## Память
На месте могилы шейха находится зиярат (место паломничества). 21 октября 2004 года при поддержке главы Махачкалы С. Д. Амирова организован вечер памяти в честь 175-летия со дня рождения Ильяс-Хаджи. Участие в событии приняли главы администраций, научная и творческая интеллигенция и другие. Свои доклады представили: С. Д. Амиров — «Шейх Ильяс-Хаджи Цудахари — видный религиозный, общественно-политический деятель, популярный тарикатский шейх и мусульманский алим»; М. А. Абдуллаев — «Тарикатские воззрения шейха Ильяса-Хаджи» и другие. После выступили религиозные деятели с докладом о накшбандийском тарикате.